# Jean Poitevin
Jean Poitevin /ʒɑ̃ pwatˈvɛ̃/ (circa 1520 – Poitiers, 1565) è stato un cantore francese attivo a Poitiers a metà del XVI secolo.

## Biografia
La sua famiglia era originaria di Saint-Maixent-l'École. Ebbe un fratello di nome Maixent, signore di La Bidollière (La Bidolière, nei pressi di Saint-Maixent-l'École), che fu avvocato e scabino di Poitiers dal 9 settembre 1559, poi sindaco dal 1566.
Nel 1550 Jean Poitevin è cantore nella chiesa di Santa Radegonda a Poitiers. Alcuni documenti legali che lo riguardano ci sono arrivati: un prestito di 100 lire di Tours contratto il 7 dicembre 1554 verso i suoi confratelli; nel 1559 è deputato insieme al canonico Guillaume de Trou per rappresentare il capitolo di Santa Radegonda nella riunione del clero della diocesi per la concessione di un dono gratuito e caritativo di 40 000 lire di Tours reclamato dal re Enrico II. Nello stesso anno compare all'assemblea per la riforma del costume a Poitou.
Nel 1560 compare, insieme al canonico Pierre Herbert, in vece del rappresentante del proprio capitolo all'assemblea del clero delle diocesi di Poitiers, Luçon e Maillezais riunita a Poitiers per scegliere i deputati per gli Stati generali del 1560-1561. Poitevin era legato al priore di Santa Radegonda, Jean Sacher, originario come lui di Saint-Maixent.
Nell'agosto del 1562 Poitevin fa parte dei notabili del capitolo che constatano le depredazioni e le spoliazioni commesse dai protestanti nella chiesa di Santa Radegonda. Nell'agosto del 1564 è lui che riceve il nuovo vescovo di Poitiers, Charles de Pérusse des Cars, a nome del capitolo di Santa Radegonda.
Jean Poitevin muore il 20 o il 21 gennaio 1565 nella sua casa presso la chiesa di Santa Radegonda. Viene sepolto il 22 gennaio nella navata principale della chiesa. Suo nipote Jean (probabilmente il suo figlioccio), figlio di suo fratello Maixent, gli succede. Jean Poitevin è verosimilmente morto piuttosto giovane, dal momento che suo fratello Maixent gli è sopravvissuto per più di trent'anni. La sua data di nascita dovrebbe collocarsi intorno al 1520.

## Opere
Le sole opere poetiche conosciute di Jean Poitevin sono la traduzione in versi francesi dei salmi che non erano già stati tradotti da Clément Marot.
- Vingt et deux octonaires du psalme cent dixneuf. Treize psalmes traduicts par divers autheurs. Avec plusieurs cantiques, lesquelz n'ont esté imprimez jusques à maintenant, Parigi 1549. Dedicato a Margherita d'Angoulême, regina di Navarra (morta nel 1549). Formato in sedicesimo, 32 fogli, Amsterdam VUB, Parigi BPF, Parigi BNF, Versailles BM. Questa edizione è in generale collegata con altre raccolte di salmi apparse nel 1551 e nel 1553[6].

La prima pubblicazione di Poitevin riguarda il salmo CXIX, il più lungo di tutti, diviso in 22 ottonari ciascuno aperto da una lettera ebraica. Questo libello continua con 10 salmi e 3 cantici, ad opera di altri autori tra i quali Claude Le Maistre, Guillaume Guéroult, Christophe Richer.
- Les cent psalmes qui restoient à traduire en rithme françoise, traduictz par maistre Ian Poictevin chantre de Saincte Radegonde de Poitiers, Poitiers, Nicolas Peletier, 1550. 8°, [12]-313-[1] pp. I salmi sono preceduti dal loro argomento e dall'incipit latino. L'edizione esiste in due tirature, datate 1550 e 1551, comunque perfettamente identiche. Cambridge (Mass.) HUL, Ginevra MHR, Parigi BNF, Parigi Ars., Parigi Maz[7].

Questa traduzione riguarda i cento salmi non tradotti da Marot (compreso il CXIX ripreso dall'edizione del 1549). N. Z. Davis ha ipotizzato che Poitevein, nel periodo in cui traduceva, fosse in contatto con Jacques Peletier du Mans, altro poeta interessato alla traduzione dei salmi. Ci sono note altre due riedizioni contenenti solo i cento salmi di Poitevin:
- Les cent psalmes qui restoient à traduire en rithme françoise, traduictz par maistre Ian Poictevin chantre de Saincte Radegonde de Poitiers, Poitiers, Nicolas Peletier, 1551. 8°, 326 pp. numerate (6), 7-144, 144-319, (6). Poitiers BM[9]. Edizione inutilizzabile (tipograficamente mostruosa), pubblicata contemporaneamente a un'edizione dei cinquanta salmi di Marot (ugualmente inservibile)[10].
- Cent psalmes de David, qui restoient à traduire en rithme françoise, traduictz par maistre Jean Poictevin chantre de Saince Rdegonde de Poictiers, Mons, Jehan Monsieur, 1554 (stampato ad Anversa da Jean Verwithagen). 16°, [10]-305-[3] pp. Parigi BPF[11]. pubblicata contemporaneamente a un'edizione dei cinquanta salmi di Marot[12].

Quando i salmi di Marot e di Poitevin furono uniti nell'ordine biblico, l'insieme costituì il Salterio lionese, pubblicato più volte a partire dal 1554, dotato di melodie nel 1555 da Philibert Jambe de Fer e divenne in breve di appartenenza delle comunità riformate. Tuttavia nulla delle traduzioni di Poitevin lascia trasparire una qualche simpatia per la Riforma; pare invece che sia rimasto lontano dagli ambienti riformati e nulla indica che le sue pubblicazioni gli abbiano causato problemi.

## Ricezione dell'opera
Tralasciando l'utilizzo per il Salterio lionese (anch'esso comunque non più pubblicato dopo il 1561), i salmi di Poitevin ebbero breve fortuna. Il suo Salmo CXIX, forse perché difficoltoso da tradurre, fu ripreso anche nel Salterio parigino.
I suoi testi furono raramente messi in musica; si può tuttavia segnalare che la raccolta intitolata Bassus novi prorsus et elegantis libri musici (Düsseldorf, J. Oridryus e Albert Buys, 1561) contiene due salmi di Poitevin: il LV Entens, Seigneur, il est saison a quattro voci musicato da Martin Peudargent e l'LXXXIX Où est celuy lequel se peust vanter musicato a cinque voci da Petit Jan de Latre.